# Gemini 6A
La Gemini 6A (oficialment Gemini VI-A) fou un vol espacial tripulat del programa Gemini de la NASA llançat el 15 de desembre del 1965. Fou el cinquè vol Gemini tripulat, el tretzè vol espacial tripulat estatunidenc i el 21è vol espacial de tots els temps (incloent-hi els vols de l'X-15 per sobre de 100 km). La Gemini 6A dugué a terme el primer encontre espacial tripulat amb una altra nau espacial, la seva germana Gemini 7. Tot i que la Unió Soviètica ja havia llançat parells de naus Vostok simultàniament en dues ocasions, aquestes naus havien establert contacte per ràdio però no s'havien acostat a menys d'uns pocs quilòmetres l'una de l'altra, mentre que la Gemini 6A i 7 s'acostaren fins a uns 30 centímetres i podrien haver-se acoblat si haguessin dut l'equipament necessari.

## Tripulació

### Tripulació principal
- Walter M. Schirra, Jr (segona missió espacial), pilot comandant de bord
- Thomas P. Stafford (primera missió espacial), pilot[2]

### Tripulació de reserva
- Virgil I. Grissom, pilor, comandant de bord.
- John W. Young, pilot.

Aquesta tripulació va ser la principal de la Gemini 3.

### Tripulació de suport
- Charles A. Bassett II (Houston CAPCOM)
- Alan L. Bean (Cape CAPCOM)
- Eugene A. Cernan (Houston CAPCOM)
- Elliot M. See, Jr. (Houston CAPCOM)

## Paràmetres de la missió
- Massa: 3,546 kg (7,818 lb)
- Perigeu: 161 kim (100 milles)
- Apogeu: 259.4 km (161.2 milles)
- Inclinació: 28.97°
- Període: 88.7 minuts

### Trobada amb la GT-7
- Inici: 15 de desembre de 1965 19:33 UTC
- Final: 16 de desembre de 1965 00:52 UTC
- Duració: 5 hores i 19 minuts

## Objectius
La Gemini 6 originalment estava destinada a ser la primera missió en atracar amb un coet Agena. No obstant això, després del fracàs del llançament de l'Agena (mentre la tripulació de Gemini 6 ja estava asseguda a la càpsula a punt per al llançament), la missió va ser cancel·lada. La NASA llavors li va donar una altra missió (anomenada Gemini 6A): la nau seria llançada 8 dies després que la Gemini 7 i els dos vehicles assajarien un encontre a l'espai.

## El vol
El primer intent de llançament de la Gemini 6A va tenir lloc el 12 de desembre, però un problema de la connexió elèctrica va apagar els motors just després d'encendre'ls. El llançament va tenir èxit finalment el 15 de desembre. Un cop en òrbita, el radar de la Gemini 6A va detectar la Gemini 7 a més de 400 km de distància. Schirra llavors va carregar l'ordinador de bord per realitzar l'encontre. Al principi, els dos vehicles van volar a 40 metres de distància i en les hores següents van poder variar-ne la distància de 30 cm a 90 metres.

## La nau avui
La nau espacial es troba actualment exhibidaó al Museu de l'Aire i de l'Espai de Stafford, després que hagués estat exhibida prèviament a l'Oklahoma History Center d'Oklahoma City.